# Joshua Maria Young
Joshua Maria Young (29 de outubro de 1808 - 18 de setembro de 1866) foi um prelado americano da Igreja Católica Romana. Ele serviu como bispo de Erie, Pensilvânia, de 1854 até sua morte.

## Vida e igreja
Ele nasceu em Acton, Maine, filho de Jonathan e Mehetable (née Moody) Young. Um dos dez filhos, ele tinha três irmãos e seis irmãs. Criado como um congregacionalista, ele pertencia a uma proeminente família da Nova Inglaterra de graduados de Harvard e ministros protestantes. Aos oito anos, Young foi enviado para morar com seu tio em Saco, e mais tarde tornou-se aprendiz de impressor do jornal Eastern Argus, de Portland, em 1823. Ele foi editor do The Maine Democrat por cerca de um ano após seu aprendizado. Depois que um colega de trabalho lhe emprestou livros católicos, Young decidiu se converter ao catolicismo e recebeu um batismo condicional em outubro de 1828. Após sua conversão, ele mudou seu nome para Joshua Maria em homenagem à Virgem Maria.
Em 1830 foi estudar para o sacerdócio em Cincinnati, Ohio, onde esperava que o clima fosse mais adequado à sua saúde. Ele brevemente continuou a trabalhar na publicação, e foi empregado do The Catholic Telegraph. Depois de completar seus estudos teológicos no Mount St. Mary's College em Emmitsburg, Maryland, Young foi ordenado sacerdote pelo bispo John Baptist Purcell em 1º de abril de 1838.  Ele então trabalhou como missionário no Ocidente antes de se tornar pastor da Igreja de Santa Maria em Lancaster, Ohio. Ele também participou do Primeiro Concílio Plenário de Baltimore em 1852 como teólogo do bispo Purcell.
Em 29 de julho de 1853, Young foi nomeado o segundo Bispo de Erie, Pensilvânia, pelo Papa Pio IX.  Ele recebeu sua consagração episcopal em 23 de abril de 1854, do bispo Purcell, com os bispos Martin John Spalding e Louis Amadeus Rappe servindo como co-consagradores. Ele foi um oponente da escravidão durante a Guerra Civil (1861–1865), e testemunhou a descoberta de petróleo em Titusville em 1859, o que o obrigou a erguer numerosas igrejas para acomodar os colonos ao longo do Oil Creek e do Rio Allegheny. No início do mandato de Young, a diocese continha 28 igrejas e 14 padres; na época de sua morte, o número de igrejas e padres era superior a 50. Ele estabeleceu várias escolas católicas e orfanatos, e um hospital. Ele também introduziu na diocese as Irmãs de São José de Buffalo, Nova York.
Young morreu repentinamente em sua residência em Erie, aos 57 anos.